# 木场良平
木场良平（日语：／ Koba Ryōhei，1962年12月13日—），日本男子射击运动员。他曾代表日本参加1984年、1988年和1992年夏季奥林匹克运动会射击比赛，其中1992年奥运会获得一枚铜牌。